# Рафаел Кубелик
Рафаел Йероним Кубелик (на чешки: Rafael Jeroným Kubelík) е чешки диригент и композитор.
Роден е на 29 юни 1914 година в Бихори в семейството на известния цигулар Ян Кубелик, а майка му е унгарска графиня. На 14 години постъпва в Пражката консерватория, която завършва през 1933 година. През 1939 година става музикален директор на операта в Бърно до нейното затваряне от германските окупационни власти през 1941 година, след което е диригент в Чешката филхармония в Прага. След комунистическия преврат от 1948 година напуска страната и през следващите години се утвърждава като един от водещите класически диригенти в света. През 1955 – 1958 година е музикален директор на Кралската опера в Лондон, а през 1961 – 1979 година е главен диригент на Симфоничния оркестър на Баварското радио в Мюнхен.
Рафаел Кубелик умира на 11 август 1996 година в Хорв.